# Pylle
Pylle – wieś w Anglii, w hrabstwie Somerset, w dystrykcie (unitary authority) Somerset. Leży 34 km na południe od miasta Bristol i 175 km na zachód od Londynu. W 2001 miejscowość liczyła 176 mieszkańców.